# California Fish Grill
A California Fish Grill é uma cadeia de restaurantes situada na Grande Los Angeles, na área da Baía de São Francisco, na Região Metropolitana de Sacramento, no Nevada e no Arizona, que afirma servir apenas marisco de origem responsável. A cadeia foi fundada em 1998 em Gardena, Califórnia.

## Localizações
Em março de 2024, a California Fish Grill tinha cinquenta e três locais na Califórnia. Também tem duas localizações no Arizona e três localizações no Nevada.

## Menu
A cadeia afirma servir apenas frutos do mar de origem sustentável. O marisco é capturado de forma selvagem ou cultivado de acordo com a lista de aconselhamento Seafood Watch do Monterey Bay Aquarium.
O menu se centra em marisco grelhado na chama. A cadeia também oferece tigelas, tacos e marisco frito.